# شيمان
شيمين محمد بادي (بالفرنسية: Chimène Mohammed Badi)‏ هي مغنية وراقصة فرنسية من أصل جزائري ولدت في يوم 30 أكتوبر 1982 في بلدة مولن. بدأت الغناء في سنة 2003. وطرحت ثماني ألبومات. اشتركت في سنة 2012 في مسابقة الرقص مع النجوم بالنسخة الفرنسية.